# Clinterocera rufithorax
Clinterocera rufithorax är en skalbaggsart som beskrevs av Moser 1901. Clinterocera rufithorax ingår i släktet Clinterocera och familjen Cetoniidae. Inga underarter finns listade i Catalogue of Life.